# División de Honor Andaluza 2023-24
La temporada 2023-24 de la División de Honor Andaluza de fútbol corresponde a la octava edición de este campeonato que ocupa el sexto nivel en el sistema de ligas de fútbol de España en Andalucía. Comenzó el 16 de septiembre de 2023 y finalizó el 5 de mayo de 2024.

## Sistema de competición
La liga consta de 32 clubes distribuidos por proximidad geográfica en dos grupos de 16 equipos, en el grupo 1 se incluyen los equipos de las provincias de Cádiz, Córdoba, Huelva y Sevilla; mientras que en el grupo 2 se incluyen los equipos de las provincias de Almería, Granada, Jaén y Málaga. Los tres primeros clasificados de cada grupo ascienden directamente a Tercera Federación.
Los cuatro últimos clasificados de cada grupo descienden directamente a Primera Andaluza.
Los clasificados entre el cuarto y el séptimo lugar se clasifican a la Copa Andalucía.

## Clasificaciones

### Grupo 1
| Pos. | Equipo                    | Pts. | PJ | G  | E  | P  | GF | GC | Dif. |                              |
| ---- | ------------------------- | ---- | -- | -- | -- | -- | -- | -- | ---- | ---------------------------- |
| 1    | Atlético Onubense (C, A)  | 56   | 30 | 17 | 5  | 8  | 39 | 29 | +10  | Ascenso a Tercera Federación |
| 2    | U. D. Tomares (A)         | 55   | 30 | 17 | 5  | 8  | 48 | 27 | +21  | Ascenso a Tercera Federación |
| 3    | Atlético Central (A)      | 55   | 30 | 16 | 7  | 7  | 42 | 22 | +20  | Ascenso a Tercera Federación |
| 4    | Chiclana C. F.            | 51   | 30 | 14 | 9  | 7  | 41 | 25 | +16  | Copa Andalucía               |
| 5    | Montilla C. F.            | 47   | 30 | 13 | 8  | 9  | 46 | 31 | +15  | Copa Andalucía               |
| 6    | Castilleja C. F.          | 47   | 30 | 13 | 8  | 9  | 37 | 31 | +6   | Copa Andalucía               |
| 7    | U. B. Lebrijana           | 45   | 30 | 14 | 4  | 12 | 47 | 32 | +15  | Copa Andalucía               |
| 8    | U. D. Los Barrios         | 44   | 30 | 12 | 8  | 10 | 44 | 33 | +11  |                              |
| 9    | San Fernando C. D. I. "B" | 43   | 30 | 11 | 10 | 9  | 30 | 30 | 0    |                              |
| 10   | Almodóvar del Río C. F.   | 42   | 30 | 12 | 6  | 12 | 49 | 54 | −5   |                              |
| 11   | U. D. Algaida             | 38   | 30 | 11 | 6  | 13 | 29 | 35 | −6   |                              |
| 12   | U. P. Viso                | 35   | 30 | 9  | 8  | 13 | 37 | 40 | −3   |                              |
| 13   | C. D. Rota (D)            | 32   | 30 | 9  | 5  | 16 | 29 | 40 | −11  | Descenso a Primera Andaluza  |
| 14   | C. D. Pinzón (D)          | 30   | 30 | 8  | 7  | 15 | 34 | 58 | −24  | Descenso a Primera Andaluza  |
| 15   | C. D. Utrera "B" (D)      | 25   | 30 | 6  | 8  | 16 | 31 | 59 | −28  | Descenso a Primera Andaluza  |
| 16   | Villafranco C. F. (D)     | 12   | 30 | 3  | 6  | 21 | 26 | 67 | −41  | Descenso a Primera Andaluza  |

Actualizado a los partidos jugados el 5 de mayo de 2024.
 Fuente: RFAF

### Grupo 2
| Pos. | Equipo                         | Pts. | PJ | G  | E  | P  | GF | GC | Dif. |                              |
| ---- | ------------------------------ | ---- | -- | -- | -- | -- | -- | -- | ---- | ---------------------------- |
| 1    | C. P. Mijas Las Lagunas (C, A) | 57   | 30 | 18 | 3  | 9  | 60 | 36 | +24  | Ascenso a Tercera Federación |
| 2    | Atlético Porcuna C. F. (A)     | 56   | 30 | 16 | 8  | 6  | 63 | 39 | +24  | Ascenso a Tercera Federación |
| 3    | Martos C. D. (A)               | 54   | 30 | 15 | 9  | 6  | 40 | 20 | +20  | Ascenso a Tercera Federación |
| 4    | U. D. San Pedro                | 53   | 30 | 15 | 8  | 7  | 44 | 25 | +19  | Copa Andalucía               |
| 5    | C. D. Alhaurino                | 50   | 30 | 15 | 5  | 10 | 46 | 28 | +18  | Copa Andalucía               |
| 6    | Alhaurín de la Torre C. F.     | 49   | 30 | 14 | 8  | 8  | 49 | 37 | +12  | Copa Andalucía               |
| 7    | Churriana de la Vega C. F.     | 49   | 30 | 14 | 7  | 9  | 37 | 25 | +12  | Copa Andalucía               |
| 8    | Loja C. D.                     | 44   | 30 | 12 | 8  | 10 | 40 | 39 | +1   |                              |
| 9    | C. D. Cantoria 2017            | 44   | 30 | 13 | 5  | 12 | 41 | 45 | −4   |                              |
| 10   | C. D. Casabermeja              | 43   | 30 | 11 | 10 | 9  | 46 | 33 | +13  |                              |
| 11   | Atarfe Industrial C. F.        | 39   | 30 | 10 | 9  | 11 | 55 | 51 | +4   |                              |
| 12   | C. D. Benagalbón               | 35   | 30 | 10 | 5  | 15 | 28 | 40 | −12  |                              |
| 13   | Iliturgi C. F. 2016 (D)        | 31   | 30 | 9  | 6  | 15 | 38 | 46 | −8   | Descenso a Primera Andaluza  |
| 14   | C. D. Huércal (D)              | 28   | 30 | 8  | 4  | 18 | 32 | 69 | −37  | Descenso a Primera Andaluza  |
| 15   | C. D. Almuñécar City (D)       | 25   | 30 | 7  | 4  | 19 | 29 | 66 | −37  | Descenso a Primera Andaluza  |
| 16   | Berja C. F. (D)                | 8    | 30 | 2  | 3  | 25 | 24 | 71 | −47  | Descenso a Primera Andaluza  |

Actualizado a los partidos jugados el 5 de mayo de 2024.
 Fuente: RFAF